# چهار دنیا
چهار دنیا (به عبری: עולמות عولموت یا عولموس مفرد :עולם عولم) که گاهی به همراه مرحله قبل از آن پنج دنیا نامیده می‌شود نام زنجیره دنیاهای روحانی است که در کابالا به عنوان سرمنشاء حیات مطرح می‌شود.
این ایده مطرح می‌کند که نیروی خالق عین سوف در مراحل مختلف از طریق صیمصوم ظهور می‌کند. از اینرو خدا غیب الغیوب نامیده می‌شود و هر دنیا جلوه‌ای از نیروی مخفی خداوند است. از این رو نور این سوف از این دنیاها به سمت پایین و دنیای مادی نازل می‌شود. ریشه تمامی این دنیاها در آدام کادمون است که گاهی به عنوان دنیای پنجم در نظر گرفته می‌شود. نام چهار دنیا که از آیه اشعیا ۴۳:۷ گرفته شده است هرآنکس که با نام من خوانده شود برای ابهت من (اَصیلوت)، من خلق کردم (بِریئا)، من شکل دادم (یِصیرا) و من حتی ساختم (عَسیّا). در زیر عسیا که پایینترین مرحله دنیاهای روحانی است دنیای عَسیا گِشمی قرار دارد که دنیای مادی است که شامل دو سفیروت پایینی درخت زندگی (ملکوت و یسد) است. این چهار دنیا به صورت در مجموع آبیا نامیده می‌شوند.

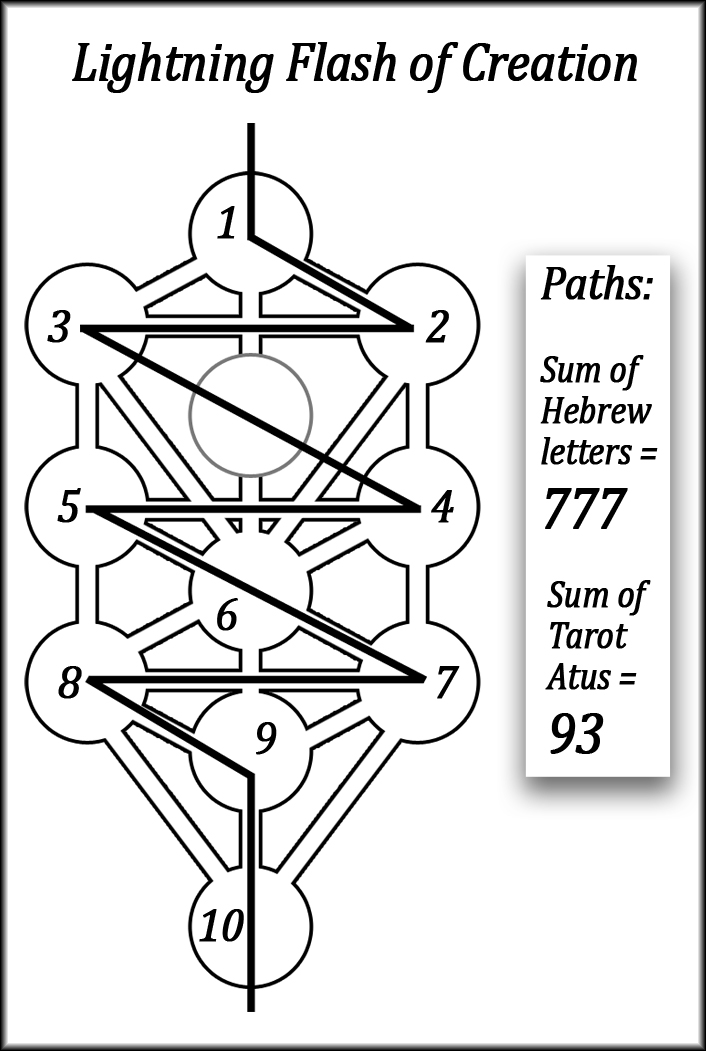
پایین آمدن نور خالق از طریق درخت زندگی تا رسیدن به دنیای مادی.

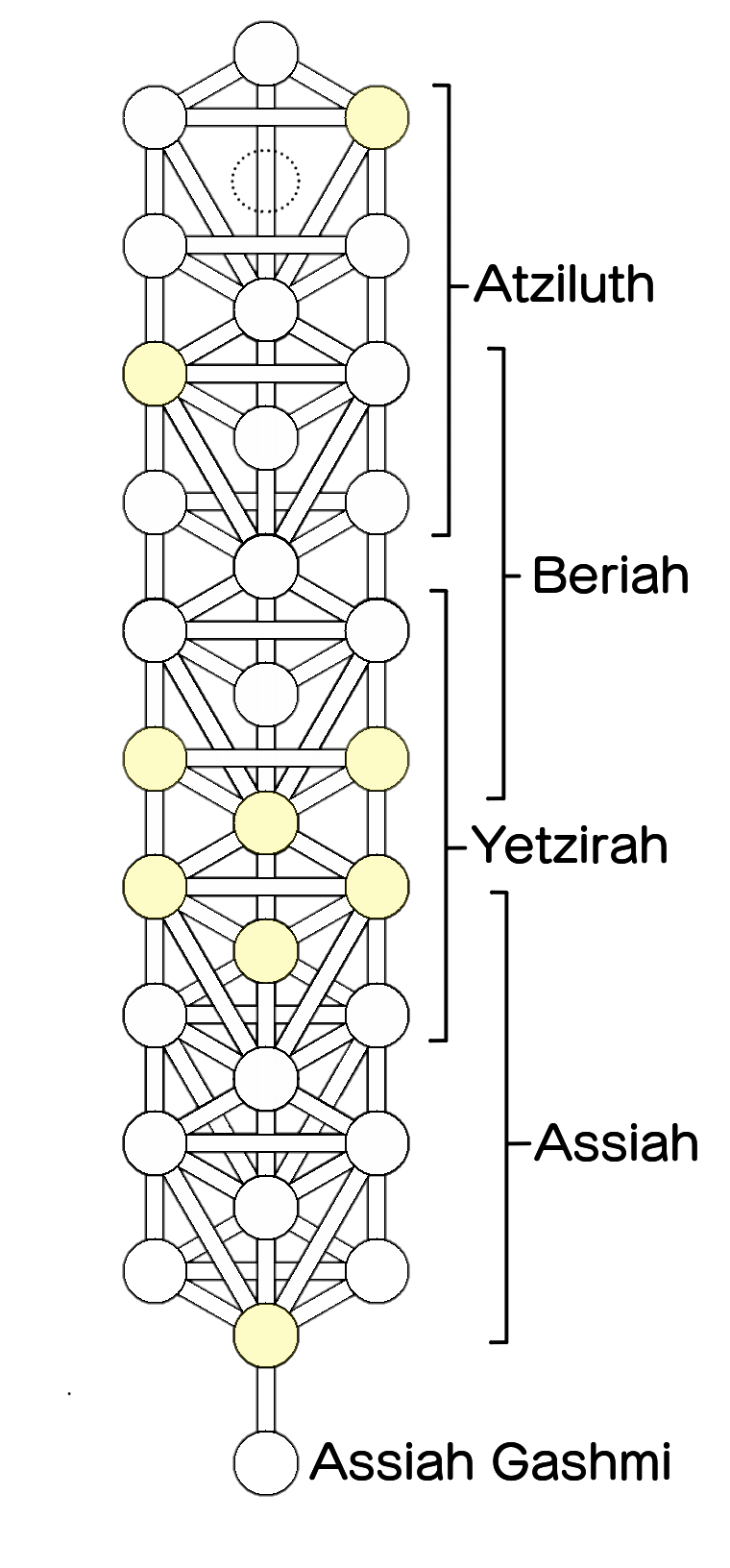
درخت زندگی گسترش یافته است تا چهاردنیا را نمایش دهد. به این ترتیب معمولا نردبان یعقوب گفته میشود.

## شکل‌گیری
این چهار دنیا بر اساس نور بیپایان خالق و نیاز مخلوق به دریافت کردن ایجاد می‌شوند. هر ۱۰ سفیروت و ۱۲ پارتزوفیم در هر دنیا وجود دارند. در کابالای لوریان پارتزوفیمها به صورت دینامیک با یکدیگر تعامل می‌کنند. ولیکن در هر دنیا یک سفیروت و پارتزوفیم مهمتر از بقیه است. این پنج دنیا به ترتیب عبارتند از:

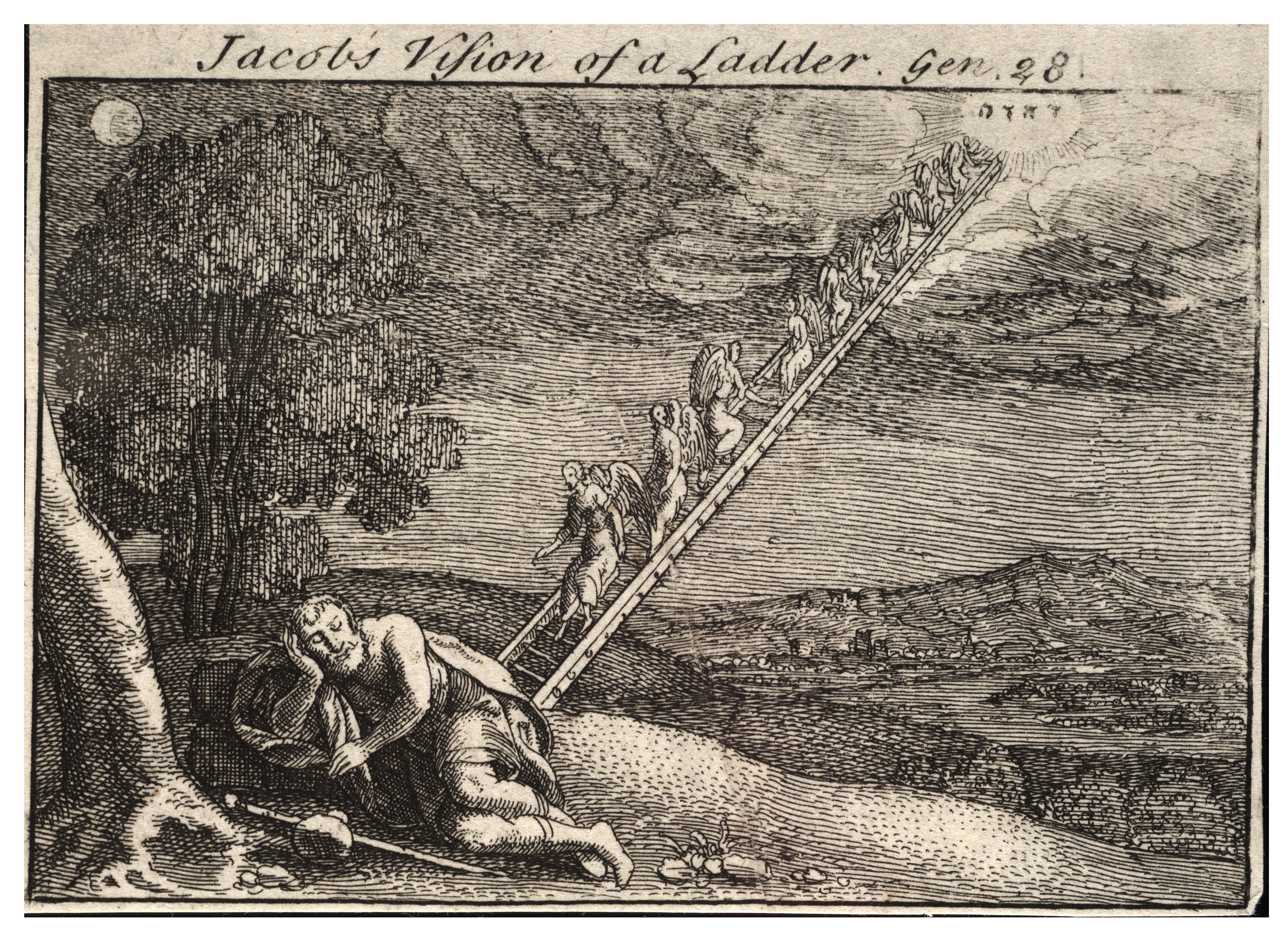
رویای یعقوب که در آن فرشتگان از نردبان به بالا و پایین می‌روند. در کابالا این نردبان به معنی گذر از این چهار دنیا است.

1. آدام کادمون (عبری: אָדָם קַדְמוֹן): به معنی آدم اولیه. در اینجا آدم به معنی حالت ایستاده تمامی سفیروتها به صورت یک مرد است. آدام کادمون در دنیای کتر عِلیون قرار دارد.
2. اَصیلوت (عبری: אֲצִילוּת): به معنی دنیای ساطع شدن، یا نزدیک بودن. در این دنیا نور این سوف می‌تابد و هنوز با منبع آن در تماس است. در اَصیلوت تمامی ۱۰ سفیروت وجود دارند ولیکن سفیروت حُخما (حکمت) بر دیگران غلبه دارد. در این دنیا آخرین سفیروت ملکوت معادل سخن الهی خداوند است که در پیدایش ۱ باعث ایجاد دنیا می‌شود.
3. بِریئا (عبری: בְּרִיאָה) به معنی دنیای خلق کردن. در این دنیا اولین مقدمه خلق شدن البته بدون شکل و فرم وجود دارد. بریئا دنیای عرش الهی است. در این دنیا سفیروت بینا (فهم) غلبه دارد. بالاترین مرتبه فرشتگان در بریئا هستند.
4. یصیرا (عبری: יְצִירָה) دنیای فرم. در این دنیا مخلوق به تدریج دارای شکل و فرم می‌شود. سفیروت حسد تا یسود در این دنیا غلبه دارد. در این دنیا احساسات بسیار مهم است و فرشتگان و ارواح از طریق احساسات الهی خدا را پرستش می‌کنند. یصیرا قسمت پایین باغ بهشت نامیده می‌شود.
5. عَسیّا (عبری: עֲשִׂיָּה) به معنی دنیای عمل. در این مرحله خلق شدن تکمیل شده است و دارای شکل و فرم است. ولیکن این مخلوق هنوز در دنیای روحانی است. در این دنیا سفیروت ملکوت بر دیگران غلبه دارد. در زیر آن عسیا گشمی که دنیای مادی است قرار دارد. آخرین دو سفیروت عسیا نیروی زندگی را به عسیا گشمی می‌دهند.

این چهار دنیا روحانی هستند و حالت فیزیکی ندارند؛ ولی دنیای آخر دارای بعد روحانی و فیزیکی است.